# Angel Garza
Humberto Garza Solano (né le 23 septembre 1992 à Monterrey) est un catcheur (lutteur professionnel) mexicain. Il travaille à la World Wrestling Entertainment, dans la division SmackDown et à la Lucha Libre AAA Worldwide, sous le nom d'Angel. Il est l'actuel champion du monde par équipes de la AAA avec Berto.
Il est le fils du catcheur Mario Segura et le cousin d'Héctor Garza et commence sa carrière de catcheur au Mexique en 2008. Son cousin Humberto Carrillo, est lui aussi catcheur.

## Jeunesse
Garza Solano vient d'une famille de catcheurs. Son père, Mario Segura aussi connu sous le nom de El Ninja. Deux de ses frères sont aussi catcheurs : Máscara Púrpura et El Ninja Jr.. Son oncle, Héctor Garza est lui aussi catcheur.

## Carrière

### Asistencia Asesoría y Administración (2015-2017)
Lors de Heroes Inmortales IX, lui, Psycho Clown et Rey Mysterio, Jr. perdent contre El Hijo del Fantasma, El Texano Jr. et Myzteziz.
Lors de Triplemanía XXIV, lui et El Hijo del Fantasma perdent contre Aero Star et Drago dans un Four Way Match qui comprenaient également Los Güeros del Cielo (Angélico et Jack Evans) et Paul London et Matt Cross et ne remportent pas les AAA World Tag Team Championship. Lors de Heroes Inmortales X, il perd contre Johnny Mundo et ne remporte pas le AAA Latin American Championship. Lors de Guerra De Titanes 2017, il perd contre El Hijo del Fantasma et ne remporte pas le AAA World Cruiserweight Championship.

### Circuit indépendant mexicain (2017-2019)
Le groupe se nomme La Rebelión et est rejoint plus tard par El Zorro et Rey Mysterio Jr..

### Impact Wrestling / Global Force Wrestling (2017-2018)
Il fait ses débuts à Impact Wrestling le 16 mars avec Laredo Kid en battant Eli Drake et Tyrus.
Lors de Slammiversary XV, lui et Laredo Kid perdent contre The Latin American Xchange (Ortiz et Santana) dans un Four-way lucha rules unification match qui comprenaient également Drago et El Hijo del Fantasma et Naomichi Marufuji et Taiji Ishimori et ne remportent pas les Impact World Tag Team Championship et les GFW Tag Team Championship.

### Pro Wrestling Noah (2017)
Il fait ses débuts à la fédération lors de Great Voyage 2017 in Yokohama Vol. 2, où lui et Hi69 perdent contre Hajime Ohara et Ultimo Ninja.

### World Wrestling Entertainment (2019-...)
Le 18 avril 2019, la WWE annonce sa signature avec la compagnie. Il change de nom en Angel Garza.

#### NXT Cruiserweight Champion (2019-2020)
Le 11 décembre à NXT, il bat Lio Rush pour remporter le NXT Cruiserweight Championship. Le 25 janvier 2020 lors de Worlds Collide, il perd son titre lors d'un 4-Way match impliquant Travis Banks, Isaiah "Swerve" Scott et Jordan Devlin au profit de ce dernier.

#### Débuts àRaw(2020-2021)
Le 3 février à Raw, accompagné de Zelina Vega, il fait ses débuts dans le show rouge en attaquant son cousin ; Humberto Carrillo, avant que ce dernier ne soit secouru par Rey Mysterio. Il affronte ce dernier, mais le match se termine sur sa disqualification, après avoir porté un DDT sur son adversaire sur le béton à l'extérieur du ring.
Le 5 avril à WrestleMania 36, Austin Theory et lui ne remportent pas les titres par équipe de Raw, battus par les Street Profits.  
Le 23 août à SummerSlam, Andrade et lui ne remportent pas les titres par équipe de Raw, battus par les Street Profits. Le 27 septembre à Clash of Champions, ils ne remportent pas les titres par équipe de Raw, battus par les Street Profits.  
Le 22 novembre lors du pré-show aux Survivor Series, il ne remporte pas la Dual Brant Battle Royal, battu par le Miz. Le 21 décembre à Raw, il effectue son retour dans le ring en battant Drew Gulak. Le 31 décembre lors d'une fête célébrant le nouvel an, il effectue un roll-up sur R-Truth, remportant le titre 24/7.
Le 4 janvier 2021 à Raw Legends, il perd le titre 24/7 en subissant un roll-up d'R-Truth.
Le 9 avril à SmackDown special WrestleMania, il ne remporte pas la Andre the Giant Memorial Battle Royal, gagnée par Jey Uso.
Le 20 septembre à Raw, Humberto Carrillo effectue un Heel Turn en s'alliant avec lui, et ensemble, ils battent Mustafa Ali et Mansoor.

#### Draft àSmackDown(2021-...)
Le 5 octobre, son cousin et lui sont annoncés être officiellement transférés au show bleu.[réf. nécessaire] Le 21 novembre aux Survivor Series, il ne remporte pas la Dual Brand Battle Royal, gagnée par Omos.
Le 31 mars 2023 à WrestleMania SmackDown, il ne remporte pas la André the Giant Memorial Battle Royal, gagnée par Bobby Lashley.

## Palmarès
- The Crash Lucha Libre
  - 1 fois The Crash Tag Team Championship avec Último Ninja[25]

- Federación Internacional de Lucha Libre
  - 1 fois FILL Light Heavyweight Championship
  - FILL Rey del Aire Tournament: 2011[26]
  - Copa Arena Coliseo Monterrey: 2009

- Impact Wrestling!
  - Turkey Bowl (2017) avec Eddie Edwards, Allie, Richard Justice et Fallah Bahh

- Llaves y Candados
  - 1 fois LyC Championship
  - 1 fois LyC Tag Team Championship avec Último Ninja

- World Wrestling Entertainment
  - 1 fois NXT Cruiserweight Championship
  - 1 fois WWE 24/7 Championship

## Récompenses de magazines
- Pro Wrestling Illustrated

| Année | 2017 | 2018 | 2019 | 2020 | 2021 |
| ----- | ---- | ---- | ---- | ---- | ---- |
| Rang  | 393  | 331  | 258  | 109  | 342  |